# Фолсом (Нью-Мексико)
Фолсом (англ. Folsom) — селище (англ. village) в США, в окрузі Юніон штату Нью-Мексико. Населення — 51 особа (2020).

## Географія
Фолсом розташований за координатами 36°50′54″ пн. ш. 103°55′7″ зх. д. / 36.84833° пн. ш. 103.91861° зх. д. (36.848289, -103.918602).  За даними Бюро перепису населення США в 2010 році селище мало площу 1,37 км², уся площа — суходіл.

## Демографія
Згідно з переписом 2010 року, у селищі мешкало 56 осіб у 26 домогосподарствах у складі 13 родин. Густота населення становила 41 особа/км².  Було 36 помешкань (26/км²).
Расовий склад населення:
| - 89,3 % — білих - 8,9 % — осіб інших рас |

До двох чи більше рас належало 1,8 %. Частка іспаномовних становила 14,3 % від усіх жителів.
За віковим діапазоном населення розподілялося таким чином: 32,1 % — особи молодші 18 років, 46,5 % — особи у віці 18—64 років, 21,4 % — особи у віці 65 років та старші. Медіана віку мешканця становила 40,5 року. На 100 осіб жіночої статі у селищі припадало 143,5 чоловіків;  на 100 жінок у віці від 18 років та старших — 111,1 чоловіків також старших 18 років.
За межею бідності перебувало 24,4 % осіб, у тому числі 0,0 % дітей у віці до 18 років та 29,4 % осіб у віці 65 років та старших.
Цивільне працевлаштоване населення становило 13 особи. Основні галузі зайнятості: транспорт — 30,8 %, освіта, охорона здоров'я та соціальна допомога — 30,8 %, будівництво — 23,1 %.